# 克拉倫斯森特 (紐約州)
克拉倫斯森特（英語：Clarence Center）是位於美國紐約州伊利縣的普查規定居民點。

## 人口
根據2020年美國人口普查的數據，克拉倫斯森特的面積為5.85平方千米，皆為陸地。當地共有人口3211人，而人口密度為每平方千米548.89人。